# 胡夏行政區劃
夏到431年為吐谷渾所滅為止，地方行政建置方面，在史料中並不是很清楚。因政權的性格比較突出，往往始佔旋丟，用心只在擄掠人口，對其地方行政職官名號不能過於深究。牟發松推測夏的州，實際上並不存在，州在夏境內並沒有構成一個完整的體系；其以州名地，以州牧刺史官人，都不過名號而已。（見牟發松《十六國時期地方行政機構的軍鎮化》，《晉陽學刊》1985年第6期，第39—47頁。）但在關中一帶，州郡體系在形式上仍然存在。夏設置的州有如下：
1. 幽州，龍昇三年（409年）置，鎮大城（舊統萬城，413年遷往新統萬城）。《晉書》卷一百三十《赫連勃勃載記》：「勃勃又攻興將金洛生於黃石固，彌姐豪地于我羅城，皆拔之，徙七千餘家於大城，以其丞相右地代領幽州牧以鎮之。」
2. 雍州，鳳翔四年（416年）置，鎮陰密。《赫連勃勃載記》：「進攻陰密，又殺〔姚〕興將姚良子及將士萬餘人。以其子昌為使持節、前將軍、雍州刺史，鎮陰密。」
3. 并州，真興元年（419年）置，鎮蒲阪。《赫連勃勃載記》：「遣其將叱奴侯提率步騎二萬攻晉并州刺史毛德祖于蒲阪，德祖奔於洛陽。以侯提為并州刺史，鎮蒲阪。」
4. 雍州，真興元年（419年）置，鎮長安。《赫連勃勃載記》：赫連勃勃取長安而決意仍將首都定在統萬城之後，「乃於長安置南臺，以璜領大將軍、雍州牧、錄南臺尚書事。」
5. 朔州，鎮三城。《晉書》卷十四《地理志上》雍州云：「及姚泓為劉裕所滅，其地尋入赫連勃勃。勃勃僭號于統萬，是為夏。置幽州牧於大城，又平劉義真於陡安，遣子璝鎮焉，號日南臺。以朔州牧鎮三城，秦州刺史鎮杏城，雍州刺史鎮陰密，并州刺史鎮蒲阪，梁（《十六國疆域志》以為是涼字之誤）州牧鎮安定，北秦州刺史鎮武功，豫州牧鎮李閏，荊州刺史鎮陝，其州郡之名並不可知也。」
6. 秦州，鎮杏城。同上。
7. 涼州，鎮安定。同上。
8. 北秦州，鎮武功。同上。
9. 豫州，鎮李閏。同上。
10. 荊州，鎮陝城。同上。

大致上，夏所置州具有濃厚的軍事控制色彩，州治位處戰略要地，聚集著數量不等的軍隊，構成其在地方統治的基本空間支柱。